# برکه شماره ۵ درگهان
برکه شماره ۵ درگهان مربوط به اواخر دوره قاجار - دوره پهلوی اول است و در شهرستان قشم، بخش مرکزی، روستای درگهان واقع شده و این اثر در تاریخ ۱۲ بهمن ۱۳۸۱ با شمارهٔ ثبت ۷۲۷۷ به‌عنوان یکی از آثار ملی ایران به ثبت رسیده است.